# Arıqdam
Arıqdam är en ort i Azerbajdzjan. Den ligger i distriktet Gädäbäy rajon, i den västra delen av landet, 300 kilometer väster om huvudstaden Baku. Arıqdam ligger 1 508 meter över havet och antalet invånare är 2 200.
Terrängen runt Arıqdam är kuperad. Närmaste större samhälle är distriktshuvudorten Gädäbäy, 2,7 kilometer söder om Arıqdam.
Trakten runt Arıqdam består i huvudsak av gräsmarker. Runt Arıqdam är det ganska tätbefolkat, med 70 invånare per kvadratkilometer.